# Shadows Fall
Shadows Fall est un groupe musical de metalcore américain formé à Springfield au Massachusetts, en 1996. Le groupe jouait du death metal mélodique à ses débuts pour évoluer ensuite vers un genre plus metalcore/thrash metal.
Depuis sa formation, le groupe Shadows Fall a sorti cinq albums studio, deux compilations et un DVD live. En 2007, le groupe a été nommé aux Grammy Awards dans la catégorie Meilleure Performance Metal pour la chanson "Redemption", de l'album Threads of Life.

## Membres

### Formation Actuelle
- Brian Fair - Chant (depuis 2000)
- Jonathan Donais - Guitare, chant (depuis 1995)
- Matt Bachand - Guitare rythmique, chant (depuis 1995)
- Paul Romanko - Basse (depuis 1995)
- Jason Bittner - Batterie, Percussions (depuis 2000)

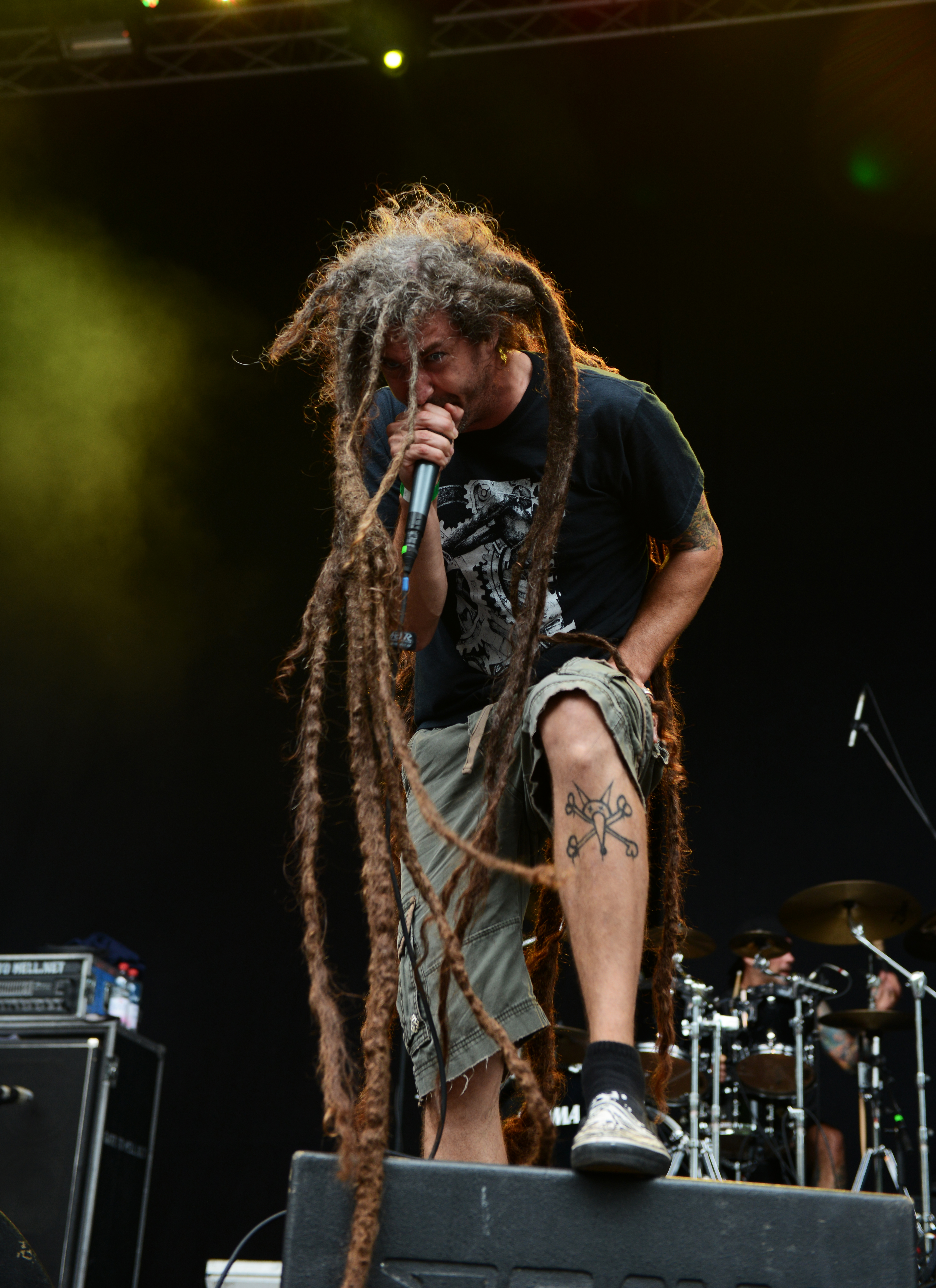
Brian Fair, 2014
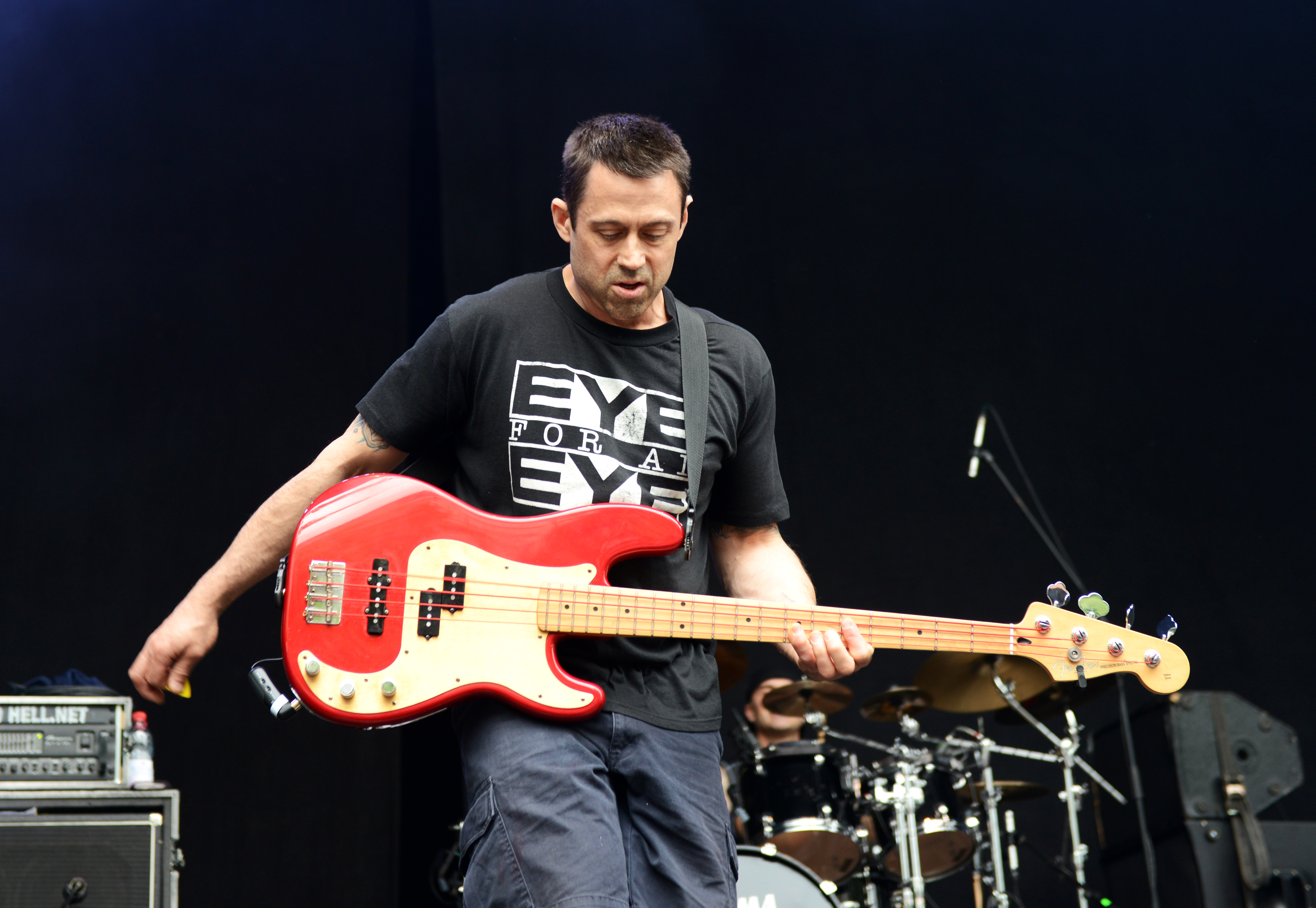
Paul Romanko, 2014
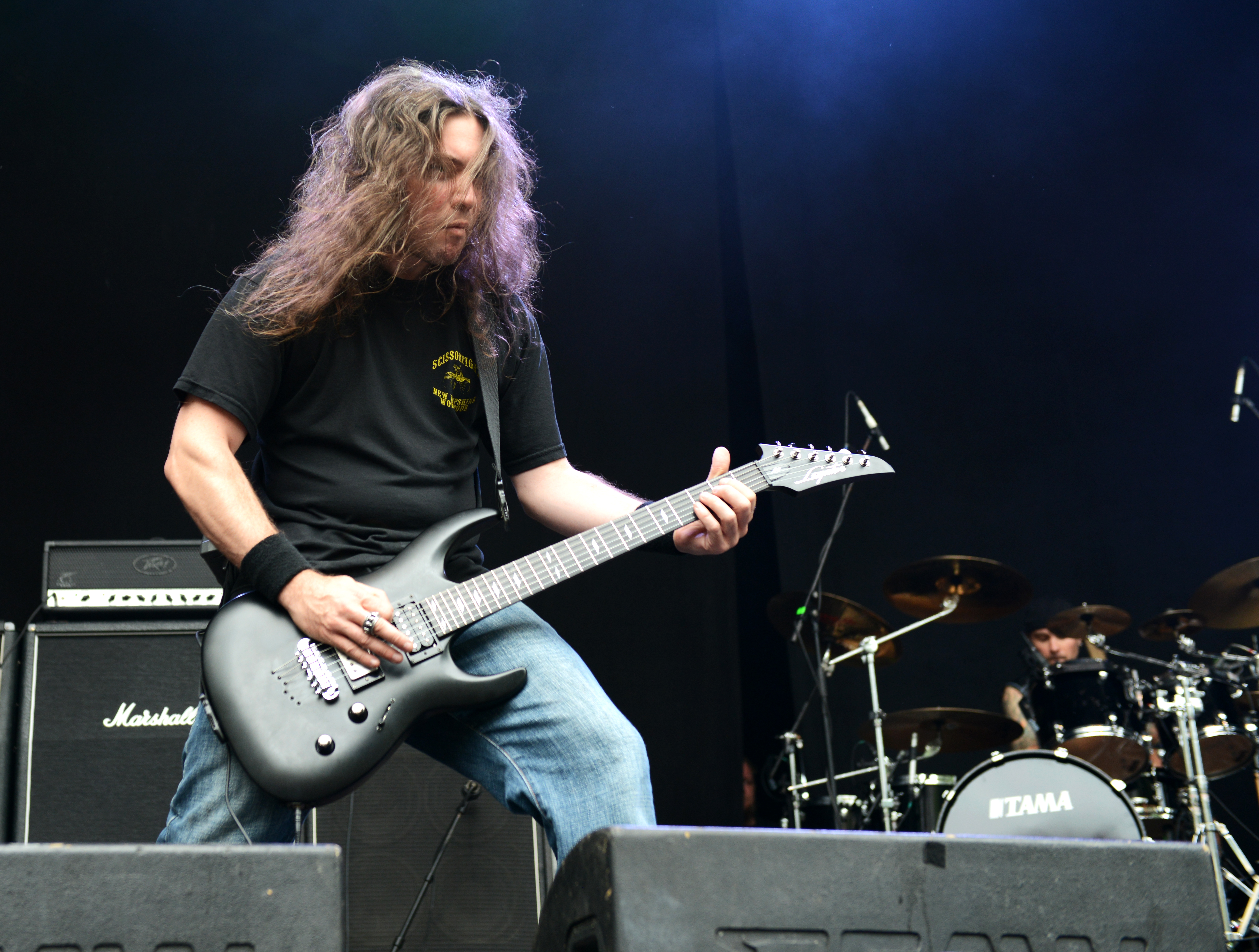
Matt Bachand, 2014
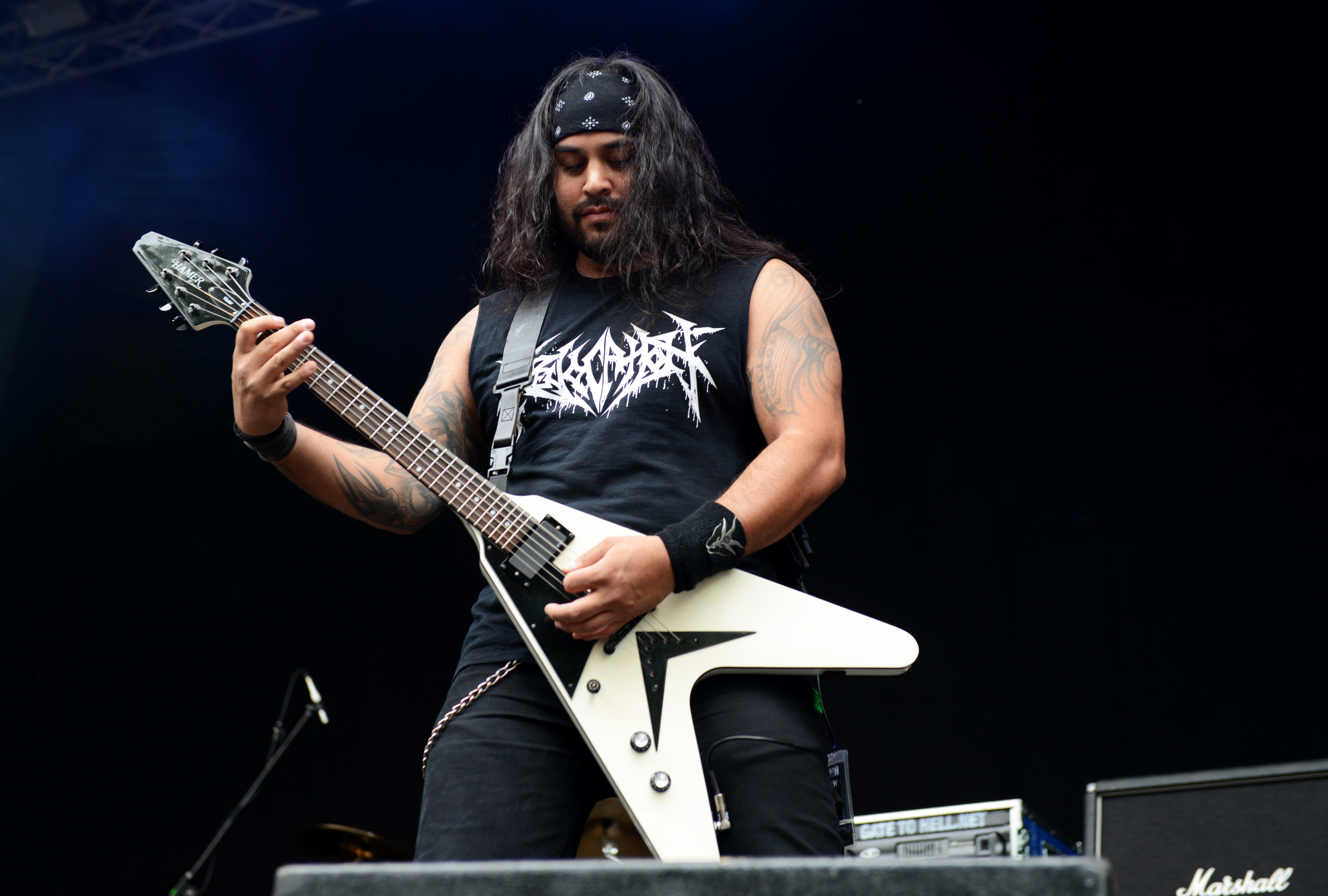
Felipe Roa, 2014

### Anciens Membres
- Adam Dutkiewicz - Batterie (1996) (actuel guitariste du groupe Killswitch Engage)
- Philip Labonte - Voix (1995–1999) (actuel chanteur du groupe All That Remains)
- David Germain - Batterie (1995–2000) (actuel batteur du groupe Jaya the Cat)
- Derek Kerswill - Batterie (actuel batteur du groupe Unearth)

## Nominations
- Grammy Award pour Best Metal Performance – "What Drives the Weak" (2006)
- Grammy Award pour Best Metal Performance – "Redemption" (2008)